# برینتزا
برینتزا (به ایتالیایی: Brienza) یک کومونه در ایتالیا است که در استان پوتنزا واقع شده‌است. برینتزا ۸۲٫۶۹ کیلومتر مربع مساحت و ۴٬۱۹۳ نفر جمعیت دارد و ۷۰۶ متر بالاتر از سطح دریا واقع شده‌است.